# 2020년 트위터 비트코인 사기

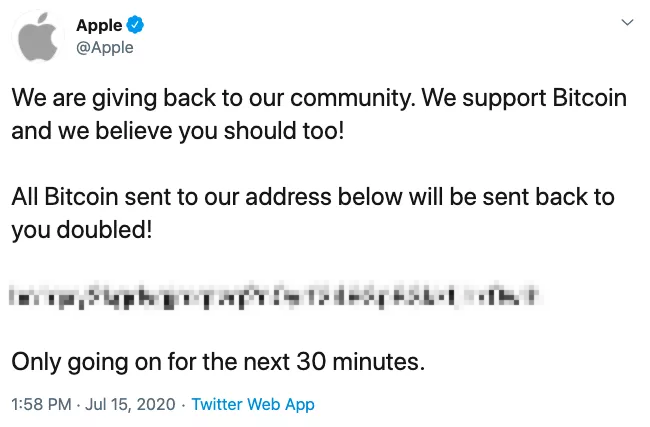

2020년 트위터 비트코인 사기는 2020년 7월 15일 오후 8시에서 10시 사이에 트위터에서 비트코인 송금 사기를 위해 약 130개의 유명 트위터 계정이 해킹된 사건이다. 트위터는 용의자가 트위터의 관리 도구에 접근하여 계정 자체에서 트윗을 직접 게시할 수 있음을 확인했다. 용의자들은 사회공학을 사용하여 트위터 직원을 통해 도구에 접근하는 것처럼 보였다.
이 사기 트윗은 비트코인을 특정 암호화폐 지갑에 송금하도록 요청했으며, 트위터 사용자는 송금된 금액의 두 배를 돌려받을 수 있다고 되어 있었다.